# لويس إي. بوون
لويس إي. بوون (بالإنجليزية: Louis E. Boone)‏ هو أكاديمي أمريكي، ولد في 5 مايو 1941، وتوفي في 7 يناير 2005.